# Słomczyce
Słomczyce – wieś w Polsce położona w województwie wielkopolskim, w powiecie słupeckim, w gminie Strzałkowo.

## Historia
Dawniej wieś nosiła nazwę Słonczyce, Słonczicze oraz Słumcicze. Już w 1397 r. miejscowość należała do rodziny Słoneckich herbu Korab. W latach 1532–1568 graniczyła z nieistniejącymi dziś Brzyszczewicami. W 1578 r. Słomczyce były podzielone między Marcina Słoneckiego i Wojciecha Słoneckiego. W 1618 r. wieś znajdowała się w posiadaniu Jana Słoneckiego i Marcina Rudnickiego. W 1795 r. Słomczyce zmieniły swojego właściciela i należały do rodziny Łukomskich z Paruszewa, a później do Bieńkowskich.
W połowie XIX w. z inicjatywy właścicieli dóbr, rodziny Skałkowskich, został założony na terenie Słomczyc zespół dworsko-parkowy.
Pod koniec XIX w. wieś liczyła 19 mieszkańców (13 osób wyznania katolickiego oraz 6 osób wyznania protestanckiego). W tym czasie właścicielem Słomczyc był Dominik Koraszewski. Na terenie Słomczyc znajdowały się trzy domy, a cały obszar wsi zajmował 60 ha (55 ha upraw rolnych i 3 ha łąk).
Część dworską zamieszkiwało 105 mieszkańców wyznania katolickiego. Na jej terenie liczącym 295 ha (277 ha upraw rolnych i 6 ha łąk) znajdowało się pięć domów.
Miejscowość graniczyła wówczas z Piotrowicami, Babinem, Sierakowem, Łężcem i Holendrami Słupeckimi.
W latach 1975–1998 miejscowość należała administracyjnie do województwa konińskiego.

## Zabytki

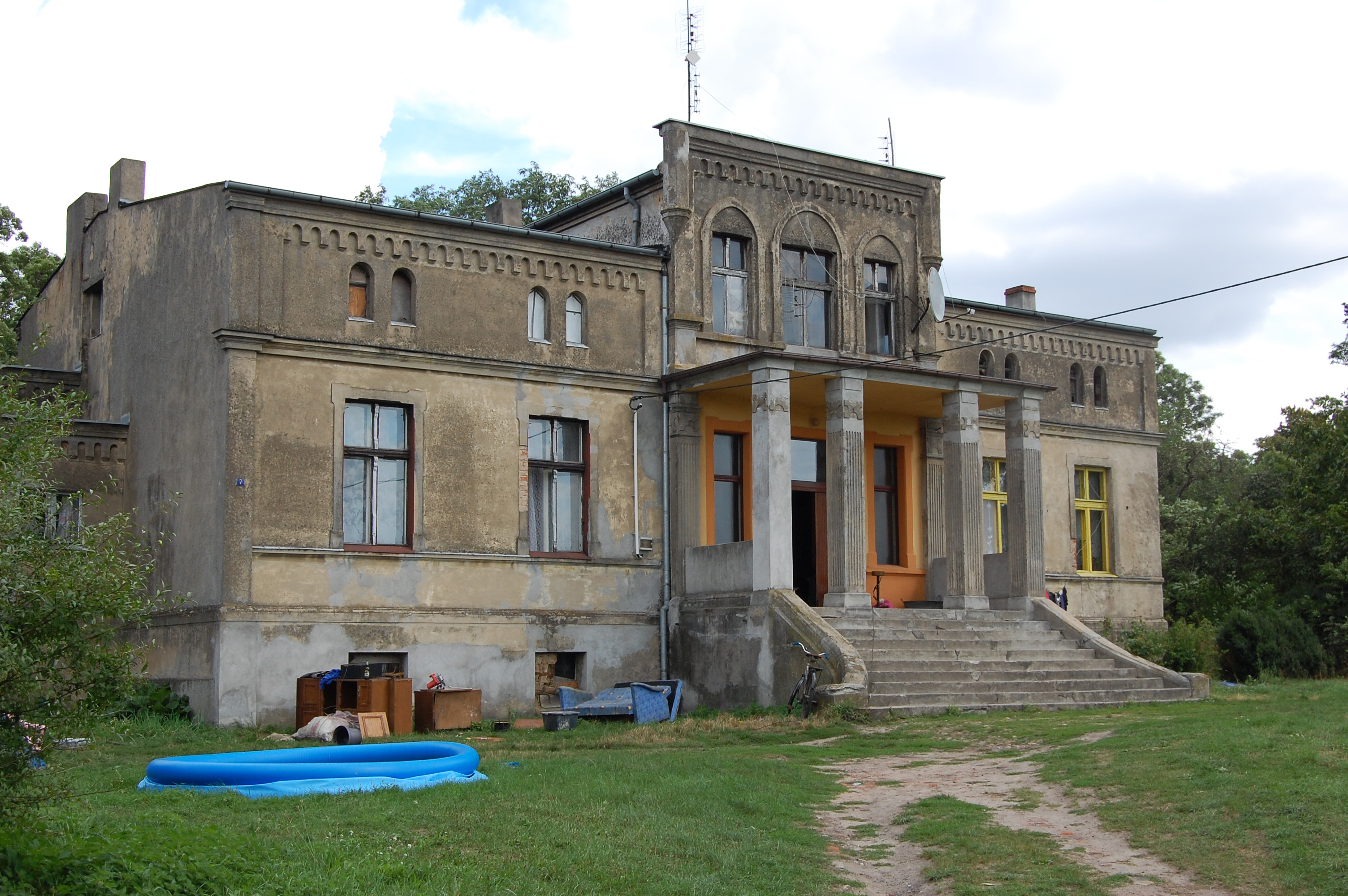
Dwór w Słomczycach z XIX w.

We wsi znajduje się zespół dworski z 2. połowy XIX w., wpisany do krajowego rejestru zabytków pod nr rej. 422/164 z 4.09.1989 r. Składa się on z dworu i parku. Na przełomie XIX i XX w. dwór został przebudowany oraz rozbudowany z inicjatywy ówczesnego właściciela Jana Plewkiewicza, który stał się posiadaczem majątku w 1897 r..
Dwór jest budynkiem podpiwniczonym, jednokondygnacyjnym pokrytym płaskim dachem z fasadą poprzedzoną filarowym portykiem z tarasem. Obecnie obiekt jest częściowo zamieszkały. Założenia parkowe są w bardzo złym stanie. Zatarciu uległy dawne alejki, roślinność zdziczała. Część drzew obumarła. Staw jest zanieczyszczony oraz zarośnięty.
Obecnym właścicielem majątku jest Gmina Strzałkowo.